# Aníbal vencedor contempla por primera vez Italia desde los Alpes

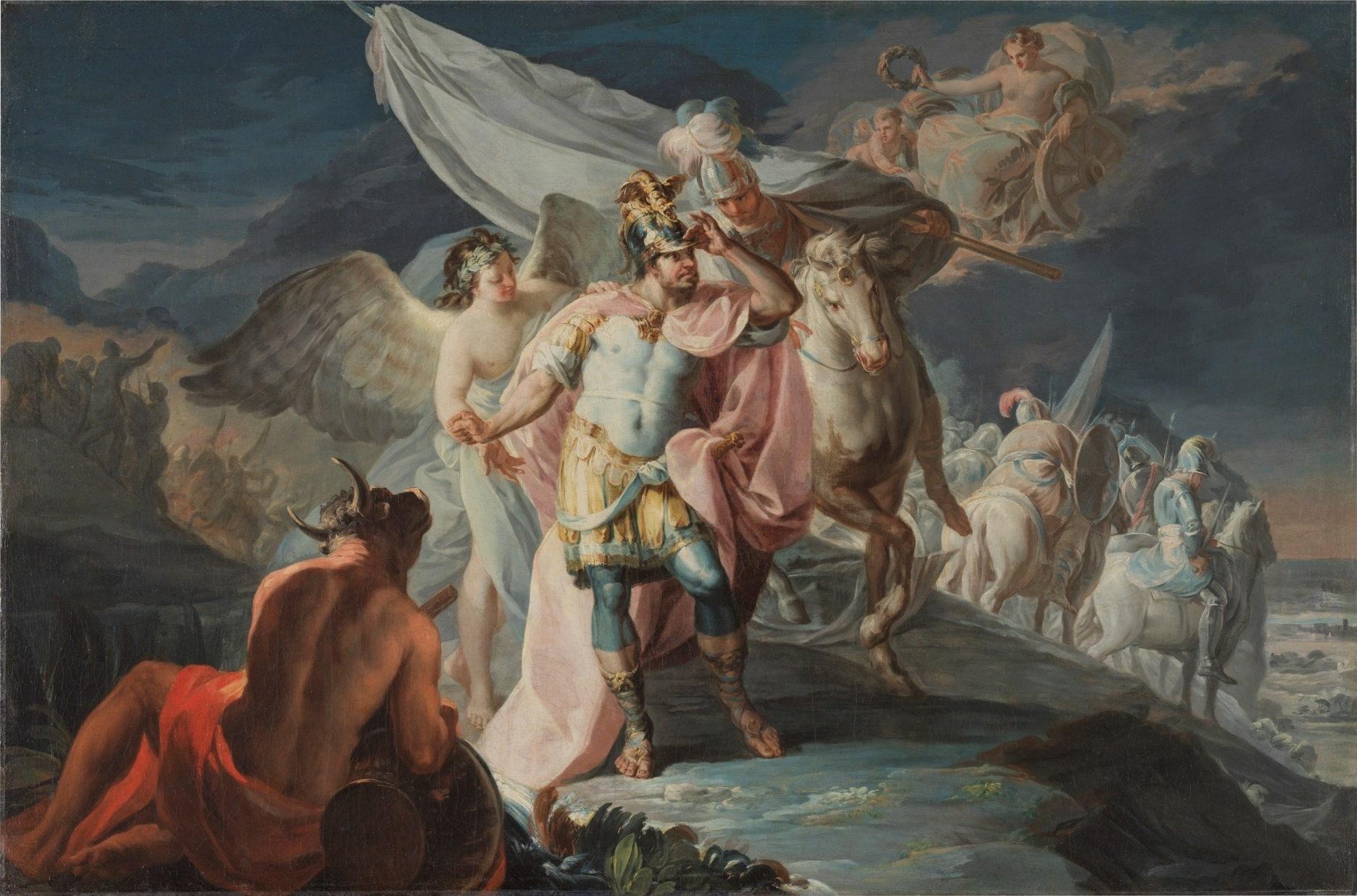
Aníbal vencedor contempla por primera vez Italia desde los Alpes, óleo sobre lienzo, 88,3 x 133 cm. Madrid, Museo del Prado (adquirido por donación de los Amigos del Prado en 2020; previamente perteneció a la Fundación Selgas-Fagalde).

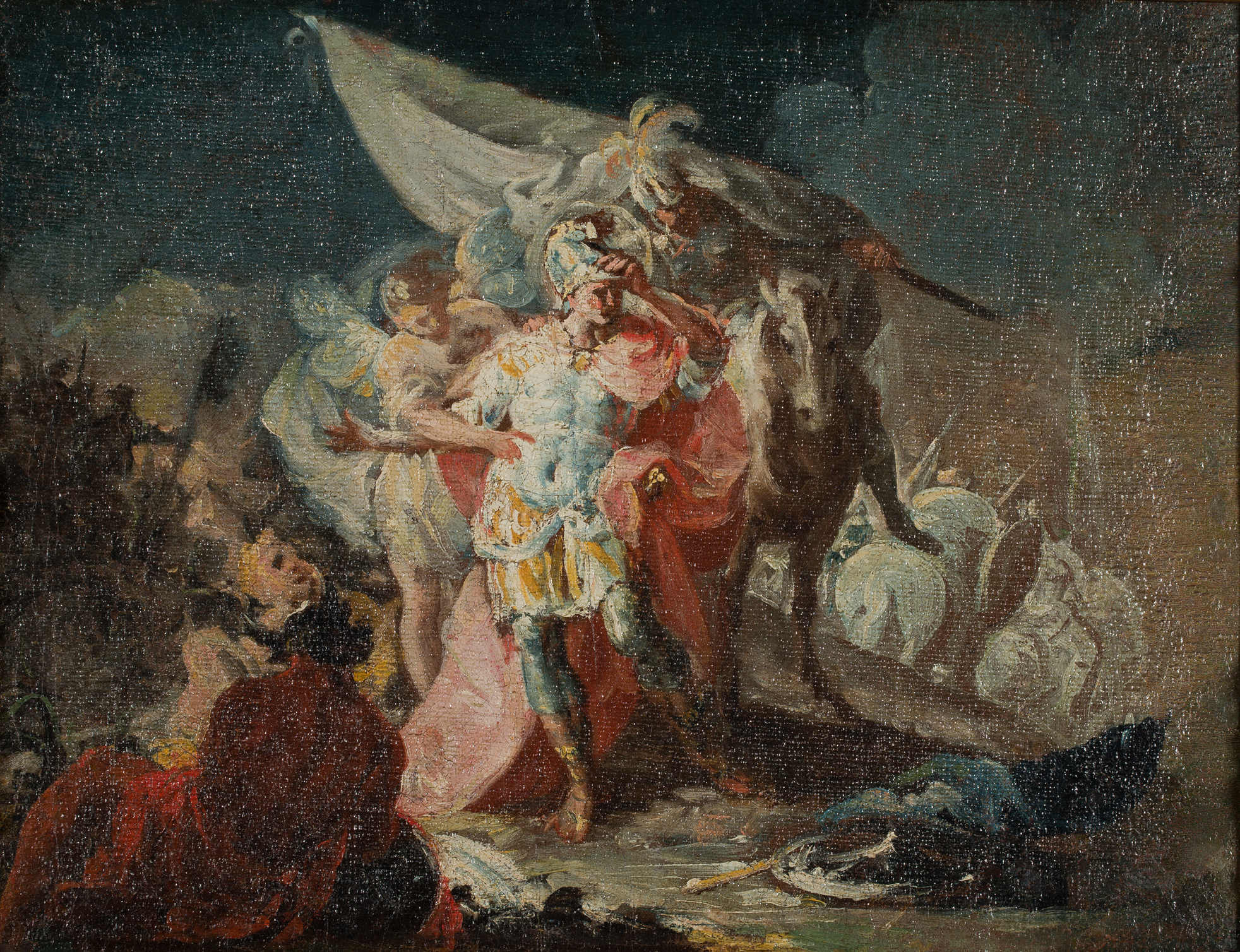
Primer modelo (boceto al óleo) del cuadro Aníbal vencedor contempla Italia desde los Alpes, óleo sobre lienzo, 30,5 x 38,5 cm, Museo de Zaragoza.

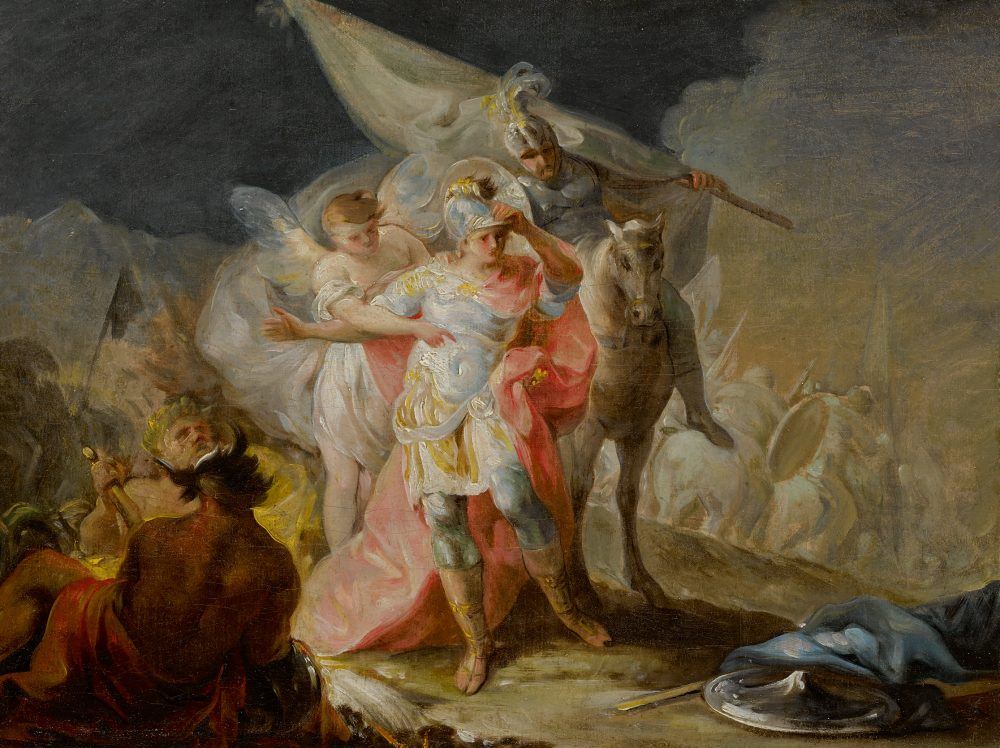
Segundo modelo o boceto pintado de Aníbal cruzando los Alpes, óleo sobre lienzo, 31,1 x 40,6 cm. Subastado el 28 de enero de 2000 en Sotheby's y nuevamente en enero de 2020, en la misma sala de Nueva York.

Aníbal vencedor contempla por primera vez Italia desde los Alpes es un óleo de tema histórico que Francisco de Goya presentó en abril de 1771 a un concurso de pintura convocado por la Academia de Parma un año antes, el 29 de mayo de 1770. La obra, considerada la más temprana obra maestra del pintor, fue donada en 2020 al Museo del Prado por la Fundación de Amigos de dicho museo y previamente se conservó durante un siglo en la Quinta de Selgas sita en El Pito (Cudillero, Asturias), conjunto de palacio y jardines gestionado por la Fundación Selgas-Fagalde. 
Existen dos modelos previos, también en lienzo, de los cuales el primero fue adquirido por el Museo de Zaragoza hace pocos años y el segundo se subastó en Nueva York en enero de 2020.

## Descripción
Goya marchó a Italia, sufragándose el viaje por sus propios medios, en 1770 con el objeto de aprender de los grandes maestros italianos. En una de sus estancias en Parma, decide presentarse a un concurso cuyo tema era obligatorio y consistía en representar en un cuadro a «Annibale vincitore, che rimiro la prima volta dalle Alpi l'Italia» (Aníbal vencedor contemplando por primera vez Italia desde los Alpes). Goya se ajustó con precisión a las detalladas condiciones propuestas por la convocatoria de la Academia de Parma, que incluían: 

Vorrebbesi attegiato Annibale in tal guisa, che alzandosi la visera dell’elmetto e volgendosi ad un genio, che lo prende per la mano, accennasse da lungi le belle campagne della soggetta Italia, e dagli occhi e da tutto il volto l’interna gioia gli trapelasse, e la nobile fiducia delle vicine vittorie (...)

'Deberá verse a Aníbal dispuesto de tal modo que, alzándose la visera del casco y volviéndose hacia un genio, que lo toma de la mano, señale a lo lejos los bellos campos de la Italia sometida, y en sus ojos y en todo su rostro reflejarse el interno gozo y la noble confianza en sus cercanas victorias'

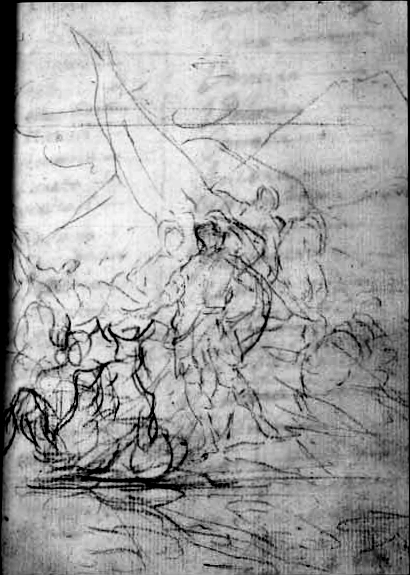
Apunte preparatorio del cuadro Aníbal vencedor..., Cuaderno italiano, pág. 37.

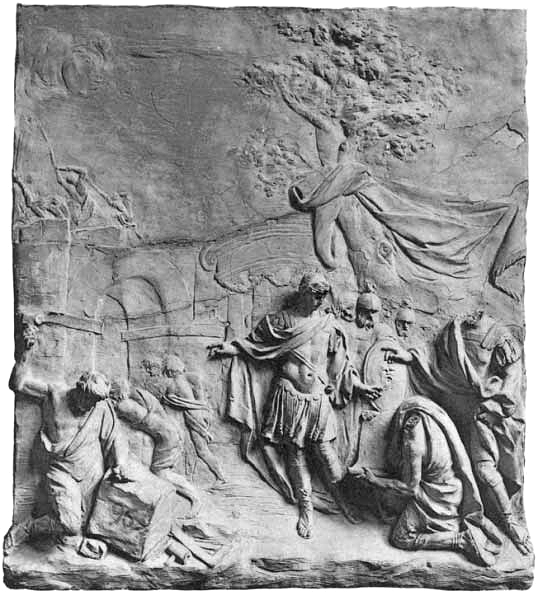
La construcción del puente de Alcántara en Toledo (1766), de José Arias, pudo inspirar la composición y la figura de Aníbal de la obra goyesca.

En efecto, el cuadro muestra a Aníbal erguido en actitud dinámica, girado el cuerpo hacia un ángel (o genio) que le señala el paisaje Italiano —que el espectador no puede ver—, desde un otero rocoso, y alzándose la visera del yelmo. A su lado izquierdo (derecho del espectador) hay un jinete abanderado y tras él un cielo nuboso del que baja la Victoria en su carro, con la mano en la rueda (posible alusión a la cambiante Fortuna) que porta una corona de Laurel. Parte de la caballería de Aníbal comienza a bajar hacia el valle al extremo derecho del cuadro y al fondo y en la izquierda se vislumbra una batalla. En primer término y de espaldas, contemplando y enmarcando la composición, aparece un robusto cuerpo humano con cabeza de buey, alegoría del río Po, que vierte un recipiente de donde manan las fuentes de este río, como prescribía la representación de la Lombardía en la figuración iconológica de Cesare Ripa. Un fuerte viento hinche la bandera blanca del caballero y la capa de Aníbal.
La composición inicial pudo inspirarse en el bajorrelieve de José Arias, La construcción del puente de Alcántara en Toledo que el autor había presentado en 1766 al concurso de segunda clase de escultura convocado por la Real Academia de San Fernando, y que obtuvo el primer premio de su categoría. En este concurso, en la modalidad de pintura tomó Goya parte también, por lo que es muy probable que el aragonés hubiera tomado apuntes del relieve de Arias que luego reutilizó en el diseño del personaje de Aníbal (enormemente coincidente, incluso en la postura con el Trajano que centra la composición del escultor) y en las líneas generales de la composición del cuadro.
En cuanto al cromatismo, dominan los azules suaves, los rosas y el gris perla, lo que se ha visto como expresión del carácter clásico e irreal de la escena, que adquiere así tintes heroicos.
Si bien el concurso se convocó en mayo de 1770, el fallo del jurado fue un año después y de hecho Goya presentó su obra en abril de 1771. El joven pintor aragonés no ganó el concurso, pero sí obtuvo una mención especial del jurado, que le achacaba una falta de realismo en el colorido y el detalle. Sin embargo, la obra muestra la perfección que ya en 1771 había conseguido en todos los aspectos técnicos de la pintura al óleo, como prueba la satisfactoria solución de la extraordinaria complejidad de composición que exigía el cuadro, que debía, además, exponer la relación con los sucesos pasados y futuros al momento representado al tiempo que debía mostrar unas campiñas que necesariamente estaban a la espalda del espectador del lienzo. Es testimonio, asimismo, de la maestría alcanzada en la calidad en el dibujo, del que son muestra los apuntes que recoge el Cuaderno italiano, o el hábil uso de la veladura, el cromatismo de la luz rosada y la creación de una impresión de efectos atmosféricos de gran riqueza.
Consiguió Goya, además, aumentar la invención significativa e intelectual de la obra más allá de lo que pedían las bases de la competición, pues añadió la figura simbólica de la Victoria y del río Po, para conseguir representar la geografía de la mayor parte de las batallas que Aníbal mantendría con las legiones romanas aludiendo además al resultado frecuente de estas.

## Adquirido como anónimo
En el siglo XIX el cuadro presentado en Parma fue adquirido como obra anónima por el magnate Fortunato de Selgas Albuerne, que lo colgó en su fastuoso palacete de la llamada Quinta de Selgas en El Pito (Cudillero, Asturias). No fue hasta 1993 cuando Jesús Urrea, en aquella época director adjunto del Museo del Prado, desveló su autoría y el museo madrileño lo incluyó en una exposición al año siguiente.
En septiembre de 2011 el Prado obtuvo el préstamo temporal del cuadro, válido por seis años, al suscribir un acuerdo con la Fundación Selgas-Fagalde. Este acuerdo incluyó la restauración de varias obras del palacete y la organización de dos exposiciones. El préstamo de la obra al Prado se prolongó por varios años más, hasta que en 2020 la asociación Amigos del Museo del Prado logró adquirirla por 3,3 millones de euros y donarla a la pinacoteca madrileña.